# 馮若航
冯若航（英語：Ruohang Feng，1996年9月12日—），出生于中国河南省焦作市，中国女歌手，曾為樂華娛樂旗下女團NAME成員。

## 經歷
2020年，参加爱奇艺偶像女团竞演养成类真人秀节目《青春有你 (第二季)》。同年担任芒果TV《这，就是少年》节目导师。
2021年12月10日，以NAME成员身份出道。

## 影視作品

### 综艺节目
| 年份   | 节目名称       | 频道／平台 | 备注   |
| ------ | -------------- | ---------- | ------ |
| 2020年 | 《青春有你2》  | 爱奇艺     | 練習生 |
| 待播   | 《發光的名字》 | 優酷       | 練習生 |